# Marianne Neugebauer-Iwanska

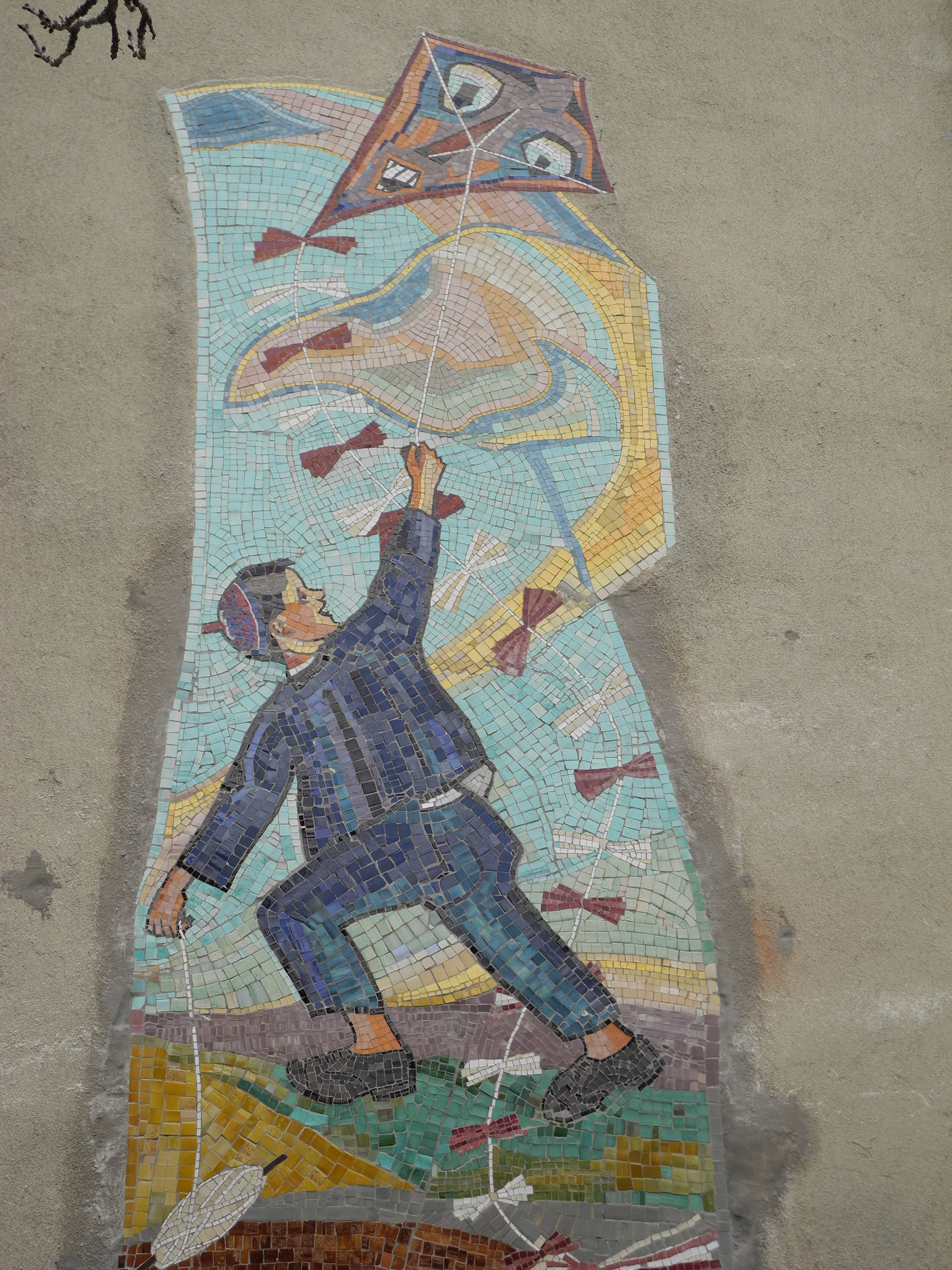
Drachensteigen, Mosaik am Anton Proksch-Hof in Wien-Döbling, 1954

Marianne Neugebauer-Iwanska (* 16. Februar 1911 in Kielce; † 24. April 1997 in Wien) war eine Wiener Malerin und Mosaikkünstlerin polnischer Abstammung.
Marianna Iwańska kam nach 1945 nach Wien und heiratete dort Herrn Neugebauer. Sie studierte an der Akademie der bildenden Künste Wien bei Josef Dobrowsky, Albert Paris Gütersloh und Herbert Boeckl. Sie wurde in Wien als freischaffende Künstlerin tätig und Mitglied des Neuen Hagenbundes. Marianne Neugebauer-Iwanska stellte ihre Werke im Künstlerhaus Wien und in der Zedlitzhalle des Neuen Hagenbundes, wie auch in Paris, Bukarest, in Polen in Kielce und Krakau aus. Gemeinsam mit Fritz Dobretsberger und Frantz Milan Wirth bildete sie die „Gruppe 3“.
Ihre Malerei war den Landschaften, Stillleben, Porträts und Tieren gewidmet. Ihre kubistisch-expressiven Landschaftsbilder sind in leuchtenden Farben gehalten. In Wien gestaltete sie einige Werke als Kunst am Bau, unter anderem die Mosaike Drachensteigen und Spielende Kinder in der Grinzinger Straße bzw. Anton Proksch-Hof (1954) sowie zusammen mit Hertha Botstiber-Bitterlich die vier Mosaikornamentierungen Ornament in Hauseingängen am Kaisermühlendamm bzw. Marschallhof (1958/1960).